# پرونده آقاخان
قضیهٔ آقاخان نام دعوای حقوقی‌ است که در سال ۱۸۶۶ علیه آقاخان اول در دیوان عالی بمبئی مطرح شد و حکمی قضایی توسط قاضی سِر جوزف آرنولد صادر شد که اقتدار آقاخان اول، حسن‌علی شاه، را به عنوان رهبر جامعهٔ خوجه‌های بمبئی تثبیت کرد.
خواهان‌ها ادعا می‌کردند که خوجه‌ها، پیروان آقاخان اول، همواره از اهل سنت بوده‌اند و نه شیعیان اسماعیلی. این خواهان‌ها که نمایندهٔ گروهی منشعب از خوجه‌ها به نام بَربهای بودند، خواسته‌هایی مشخص ارائه کردند که به‌طور مستقیم اقتدار آقاخان اول را به عنوان امام خوجه‌های اسماعیلی نزاری به چالش می‌کشید. جلسات استماع این دعوا به ریاست قاضی بریتانیایی، سِر جوزف آرنولد، برگزار شد و این پرونده عموماً با نام «قضیهٔ آقاخان» شناخته می‌شود. جلسات دادگاه چندین هفته به طول انجامید و خود امام نیز در دادگاه حضور یافت و با ارائه شهادت و اسناد، مشروعیت امامت خود را اثبات کرد. در نوامبر سال ۱۸۶۶، قاضی آرنولد حکمی مفصل صادر کرد که در تمام موارد مطرح‌شده در دعوا، به سود آقاخان اول و دیگر متهمان و به زیان خواهان‌ها بود. این حکم، جایگاه خوجه‌های نزاری را به‌طور رسمی و قانونی به‌عنوان یک جامعهٔ «شیعهٔ امامی اسماعیلی» تثبیت کرد و موقعیت آقاخان را به‌عنوان رهبر و پیشوای روحانی این جامعه، با تمامی حقوق، اختیارات و مسئولیت‌های مالی‌ای که از سوی خوجه‌ها به او تعلق می‌گرفت، تأیید نمود. پرونده آقاخان حکمی قضایی در سال ۱۸۶۶ بود که توسط قاضی سِر جوزف آرنولد در دیوان عالی بمبئی صادر شد و اقتدار آقاخان اول، حسن‌علی شاه، را به عنوان رهبر جامعهٔ خوجه‌های بمبئی تثبیت کرد.
این پرونده در ظاهر یک دعوای ملکی میان گروهی از رهبران معترض جامعهٔ خوجه‌های بمبئی و آقاخان بود؛ نجیب‌زاده‌ای ایرانی که در سال ۱۸۴۶ به بمبئی آمده بود و از سوی پیروانش – از جمله اکثریت خوجه‌ها – به عنوان رهبر مشروع و چهل‌وششمین امام مسلمانان اسماعیلی نزاری شناخته می‌شد. معترضان، ادعای آقاخان دربارهٔ رهبری را رد می‌کردند و استدلال می‌نمودند که او خوجه نیست و خوجه‌ها همواره از اهل سنت بوده‌اند. در جریان رسیدگی به این دعوا، قاضی آرنولد بررسی گسترده‌ای دربارهٔ پیشینهٔ دینی طبقهٔ خوجه انجام داد. پس از یک دادگاه ۲۵روزه که در آن آقاخان شخصاً شهادت داد و اسناد متعددی بررسی شد، آرنولد رأی خود را به نفع آقاخان صادر کرد و حکم داد که خوجه‌ها شیعیان اسماعیلی هستند و آقاخان رهبر مشروع آنان است.